# Salantai
Salantai (deutsch Salant, veraltet: Gränishof; polnisch Sałanty) ist eine Kleinstadt im Nordosten der Rajongemeinde Kretinga in Litauen. 
Die katholische Mariä-Himmelfahrt-Kirche von Salantai wurde von 1906 bis 1911 von Karl Eduard Strandmann im neugotischen Stil errichtet.

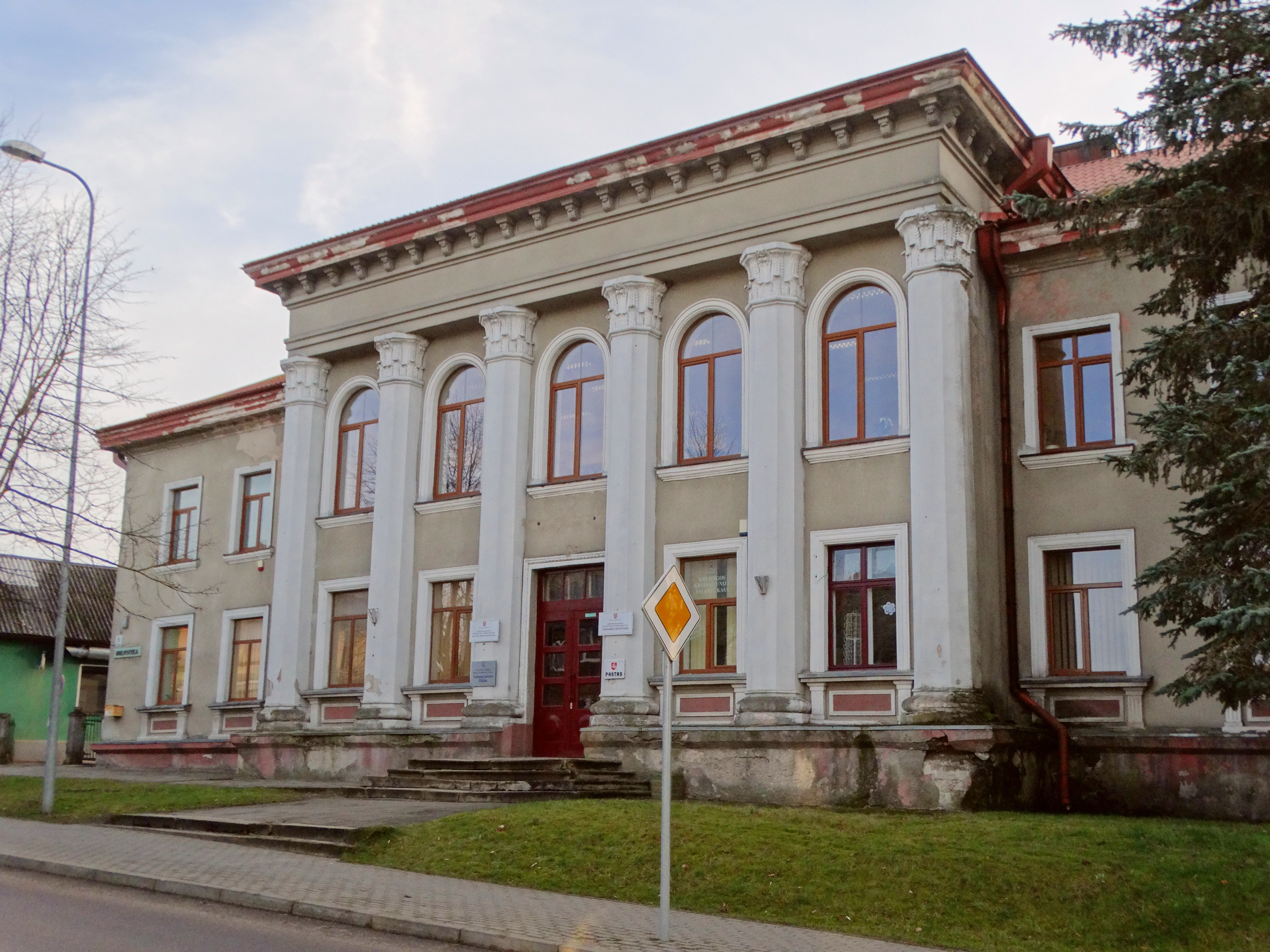
Amtsgebäude in Salantai
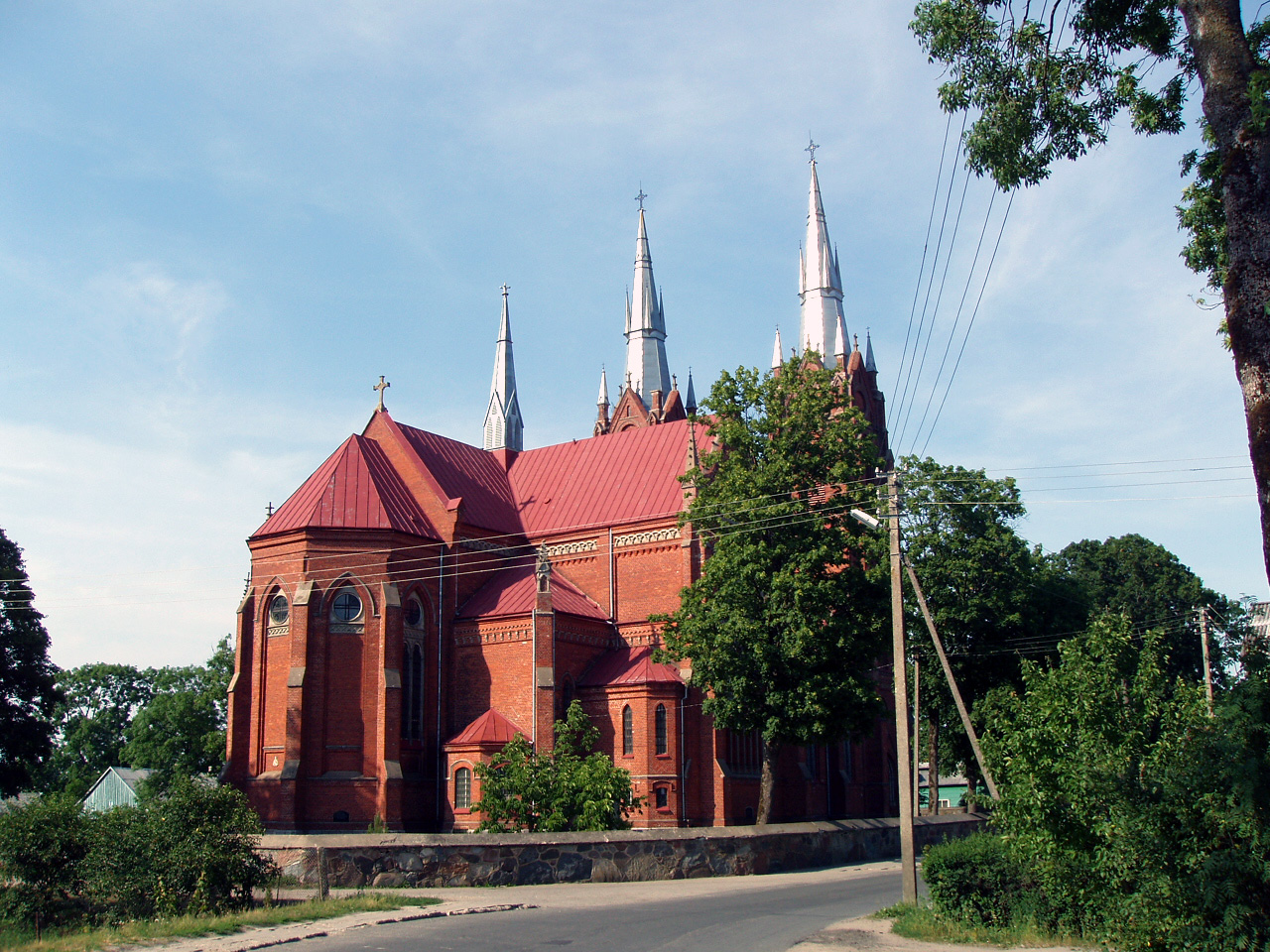
Maria-Himmelfahrt-Kirche Salantai

## Geschichte
Die Geschichte von Salantai reicht bis in die Bronzezeit zurück, als das Gebiet bereits besiedelt war. Die erste urkundliche Erwähnung erfolgte 1556, als ein Gut namens Skilandžiai sowie ein Marktplatz, vier Straßen und 27 Häuser in der Region erwähnt wurden. Im Jahr 1630 wurde die erste Kirche errichtet, und ab 1638 wurde der Name Salantai gebräuchlich. 1667 wurde eine Pfarrschule gegründet, und 1668 galt Salantai offiziell als Stadt mit 66 Familien.
Im 18. Jahrhundert erhielt Salantai 1746 vom König Stadtrechte. In dieser Zeit siedelten sich Juden in der Stadt an, die bald eine bedeutende Gemeinde bildeten. 1765 lebten etwa 400 Juden in Salantai, die vor allem von Handwerk und Handel, insbesondere mit Flachs, lebten. Die jüdische Gemeinde war Teil der autonomen jüdischen Organisation „Va’ad Medinath Lita“. Im 19. Jahrhundert wuchs die jüdische Bevölkerung weiter: 1847 waren es 990 Juden, und 1880 lebten etwa 300 jüdische Familien in der Stadt.
Salantai war bekannt für seine bedeutenden Rabbiner, darunter Israel Salanter, den Begründer der Mussar-Bewegung. Die Stadt entwickelte sich zu einem Zentrum des jüdischen religiösen und intellektuellen Lebens mit Synagoge, Talmud-Torah-Schule und einer großen jüdischen Bibliothek.
Während des Zweiten Weltkriegs wurde die jüdische Gemeinde fast vollständig ausgelöscht: Im Sommer 1941 wurden über 400 Männer, Frauen und Kinder von den Nationalsozialisten und ihren lokalen Helfern ermordet. Heute erinnern Gedenkstätten an die Opfer.

## Kultur und Sehenswürdigkeiten
Salantai ist vor allem für seine neugotische Mariä-Himmelfahrt-Kirche (erbaut 1906–1911) bekannt. Die Stadt ist auch als Geburtsort von Michał Kleofas Ogiński in die Geschichte eingegangen, der in der Umgebung geboren und in der Salantai-Kirche getauft wurde. Ogiński komponierte die berühmte Polonaise „Abschied vom Vaterland“.

## Mit Salantai verbundene Persönlichkeiten
- Isaschar Falkensohn Behr (1746–1817) deutsch-jüdischer Dichter und Militärarzt
- Israel Salanter (1810–1883), Gründer der Mussar-Bewegung
- Constantin Gorski (1823–1864), Zoologe
- Naftali Amsterdam (1832–1916), orthodoxer Rabbiner und einer der Führer der Mussar-Bewegung